# Brendan Murray
Pour les articles homonymes, voir Murray.
Brendan Murray, né le 16 novembre 1996, est un chanteur irlandais et ancien membre du boys band irlandais Hometown. Il représente l'Irlande au Concours Eurovision de la chanson 2017 en solo.

## Vie et carrière
En 2014, Brendan devient un membre du boys band irlandais Hometown, dirigé par Louis Walsh. Le groupe a réalisé trois grands succès dans leur pays, dont les titres numéro un « Where I Belong » en 2014, et « Cry for Help » en 2015. Leur premier album, « HomeTown », est sorti en novembre 2015 et s'est placé numéro quatre en Irlande. En décembre 2016, le groupe annonce qu'ils font une pause à durée indéterminée

## Concours Eurovision de la chanson
Le 17 décembre 2016, il est choisi pour représenter l'Irlande au Concours Eurovision de la chanson 2017 en solo. Il n'est cependant pas qualifié pour la finale.